# Stanhopea lietzei
Stanhopea lietzei là một loài lan đặc hữu của miền đông and miền nam Brasil.

## Hình ảnh

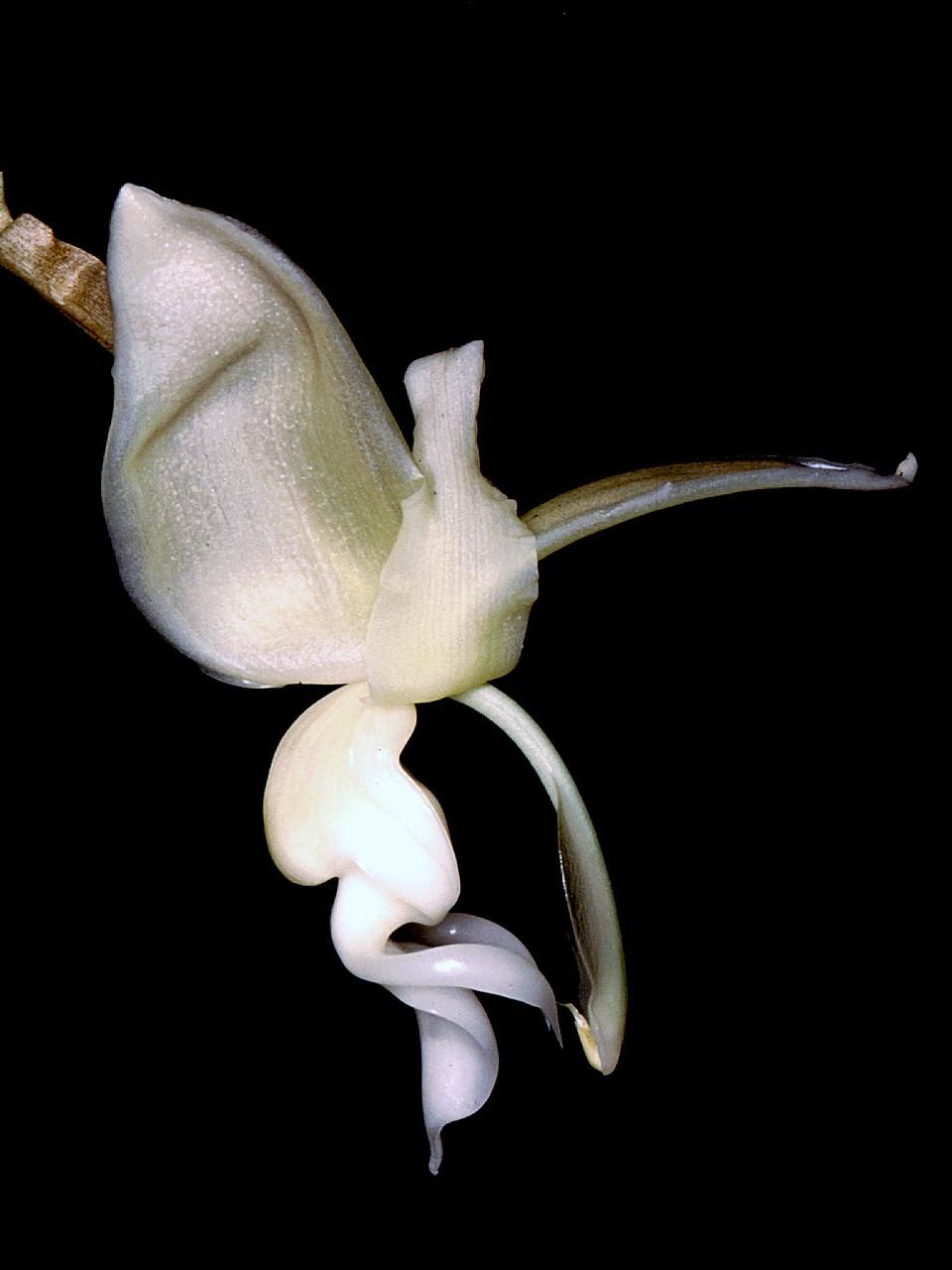